# SV Fortuna Langenau
Der SV Fortuna Langenau ist ein deutscher Sportverein mit Sitz im Ortsteil Langenau der sächsischen Bergstadt Brand-Erbisdorf im Landkreis Mittelsachsen.

## Geschichte
Der Verein wurde als SG Langenau nach dem Ende des Zweiten Weltkriegs gegründet. Im Jahr 1949 wurde dann daraus die BSG Hammer Langenau, welche zu dieser Zeit nebst der Fußball-Abteilung auch eine für Turnen unterhielt. Im Jahr 1952 folgte unter dem Namen BSG Motor Brand Langenau ein Zusammenschluss mehrerer örtlicher Sportverein, darunter auch Langenau. Aus diesem löste sich die Fußball-Abteilung im Jahr 1970 aber wieder heraus und fungierte von dort an als LSG Langenau. Nach der Wende entstand daraus am 8. August 1990 der heutige SV Fortuna Langenau.

## Abteilungen

### Fußball
In der einmalig ausgetragenen Landesmeisterschaft Sachsen 1948/49 trat die Mannschaft im Bezirk Dresden in der Staffel 1 an und belegte hier mit 13:23 Punkten nach 18 Spielen den sechsten Platz. Nach dem Zusammenschluss zur BSG spielte man viele Jahre in deren Spielbetrieb. Wo die Abteilung nach der Wiederherauslösung als LSG spielte, ist nicht bekannt.
In der Saison 2003/04 spielt die Mannschaft in der Bezirksklasse Chemnitz und platzierte sich hier mit 52 Punkten auf dem fünften Platz nach Saisonende. Nach der Spielzeit 2005/06 reichte es jedoch mit 28 Punkten nur noch für den 15. Platz, was im Abstieg in die Kreisliga Freiberg resultierte. Hier spielt man zwar gleich gut mit, jedoch gelang erst in der Saison 2007/08 mit 68 Punkten die Meisterschaft und damit der Wiederaufstieg. Später wurde aus dieser Spielklasse ab der Saison 2011/12 die Kreisoberliga auch Mittelsachsen-Liga genannt. Hier schloss die Mannschaft immer sehr oft knapp über den Abstiegsrängen ab. Zur Saison 2013/14 ging es in die Mittelsachsen-Klasse hinunter, welche als Kreisliga fungierte. Aus dieser gelingt mit 50 Punkten als Zweiter aber nach der Runde 2014/15 wieder der Aufstieg. Hier war nach einer Saison bereits aber auch schon der erneute Abstieg anstehend, womit man ab der Saison 2016/17 erneut in der Mittelsachsenklasse spielte. Diesmal gelingt es aber sich als Meister mit 63 Punkten direkt den Wiederaufstieg zu sichern. In den nächsten Spielzeiten konnte sich das Team in der Klasse halten und sogar stetig verbessern. Nach der durch die COVID-19-Pandemie abgebrochenen Saison 2019/20, platzierte sich der Verein durch die Quotienten Regelung mit 2,14 Punkten auf dem ersten Platz, womit man als Meister aufsteigen durfte.
So spielte die Mannschaft in der Saison 2020/21 erstmals in der Landesklasse Mitte. Diese wurde aus gleichen Gründen nach sieben gespielten Partien für die Fortuna aber ebenfalls abgebrochen. Am Ende stand die Mannschaft mit 10 Punkten hier auf dem siebten Platz. So spielt das Team bis heute in dieser Spielklasse.